# DistroWatch
DistroWatch là một website cung cấp tin tức, bảng xếp hạng về mức độ phổ biến và thông tin chung khác về các bản phân phối Linux khác nhau cũng như các hệ điều hành tương tự Unix tự do nguồn mở khác như OpenSolaris, MINIX và BSD. Bây giờ nó chứa thông tin về hàng trăm phân phối.

## Lịch sử
Trang web được ra mắt vào ngày 31 tháng 5 năm 2001 và được duy trì bởi Ladislav Bodnar.
Ban đầu, Bodnar đã viết Distrowatch Weekly (DWW). Tháng 11 năm 2008, Bodnar quyết định từ chức vị trí biên tập viên của  DWW. Bodnar cho biết ông vẫn sẽ tiếp tục duy trì trang web. trong khi DWW sẽ được viết bởi Chris Smart.Tính đến  ngày 9 tháng 8 năm 2015, DistroWatch đã quyên góp tổng cộng 44.175 USD cho các dự án phần mềm nguồn mở khác nhau kể từ khi ra mắt Chương trình quyên góp vào tháng 3 năm 2004.

## Tính năng
Trang web duy trì các biểu đồ so sánh mở rộng chi tiết về sự khác biệt giữa các tổ hợp gói tin và phiên bản phần mềm của các bản phân phối khác nhau. Nó cũng cung cấp một số đặc điểm chung của các bản phân phối như giá cả và các kiến trúc bộ xử lý được hỗ trợ. Ngoài ra còn có một tờ tuần báo Distrowatch (thường được viết tắt là DWW) xuất hiện vào thứ Hai "như một ấn phẩm tóm tắt những diễn biến trong thế giới phân phối trên cơ sở hàng tuần". 
Distrowatch có chương trình quyên góp hàng tháng, một sáng kiến chung giữa DistroWatch và hai cửa hàng trực tuyến bán đĩa CD và DVD giá rẻ với Linux, BSD và phần mềm nguồn mở khác.

## Sự không phù hợp của bộ đếm trong đo lường việc sử dụng hệ điều hành
Bản thân Distrowatch khẳng định rằng thứ hạng trang của nó là "một cách nhẹ nhàng để đo lường mức độ phổ biến của các bản phân phối Linux và các hệ điều hành miễn phí khác trong số các khách truy cập của trang web này. Chúng không liên quan đến việc sử dụng cũng như chất lượng và không nên sử dụng để đo lường thị phần của các bản phân phối. Họ chỉ đơn giản hiển thị số lần một trang phân phối trên DistroWatch.com được truy cập mỗi ngày, không có gì hơn."
PCWorld đã viết rằng "số lần truy cập trang trên DistroWatch đưa ra một số dấu hiệu cho thấy phân phối nào đang thu hút sự quan tâm nhất vào lúc này, tất nhiên các biện pháp như vậy không thể được giả định để đánh giá ai thực sự sử dụng cái gì hoặc cái gì được ưa thích tổng thể".